# Манхэттенская мелодрама
«Манхэттенская мелодрама» (англ. Manhattan Melodrama) — американский гангстерский фильм. Снят в 1934 году. Эта лента — одна из обоймы фильмов (наряду с «Врагом общества» и «Маленьким Цезарем»), которыми Голливуд откликнулся на разгул преступности в годы Великой депрессии. В 1935 году фильм получил премию «Оскар» за лучший сюжет.

## Сюжет
Эдвард «Блэки» Галлахер (Кларк Гейбл) и Джим Уэйд (Уильям Пауэлл) — друзья с раннего детства. Они потеряли родителей при пожаре на пароходе «Генерал Слокам» в 1904 году и выросли как братья в приёмной семье. Позднее они сохранили дружеские отношения, но пути их разошлись: Галлахер стал бандитом — владельцем крупного нелегального казино, а Уэйд занял пост окружного прокурора и планирует избраться губернатором. Уэйд избирается на данный пост, но не знает, что Галлахер устранил его бывшего помощника, планировавшего помешать Джиму. Блэки приговорён к смертной казни, и в руках Джима оказывается его судьба. Отказываясь покрывать Блэки, Джим завоёвывает симпатии избирателей и выигрывает выборы, однако из-за своей непреклонности теряет любимую девушку (Мирна Лой). В итоге после казни Блэки он отказывается от должности, выбирая счастье в личной жизни.

## В ролях
- Кларк Гейбл — Эдвард «Блэйки» Галахер
- Уильям Пауэлл — Джим Уэйд
- Мирна Лой — Элеанора Пэккер
- Лео Каррильо — Отец Джои
- Нат Пендлтон — Спэд «Спадди»
- Изабел Джуэлл — Аннабелль
- Мюриэль Эванс — Тутси Мэлоун
- Лео Лэнс — Лев Троцкий
- Пэт Мориарити — троцкист на митинге
- Леонид Кинский — троцкист на митинге

## Критика
Как было отмечено в рецензии журнала The Hollywood Reporter после выхода картины: «Даже если „Манхэттенская мелодрама“ была бы всего лишь наполовину так хороша, как она есть, это была бы хитовая картина благодаря совместному участию Гейбла, Пауэлла и Мирны Лой. Однако с безошибочным сюжетом, изложенным в истории Артура Сезара и сценарии Гаррета и Манкевича, а также с мощной режиссурой В. С. Ван Дайка, у него есть все элементы для сенсационного и потрясающего успеха».